# 纸质冷水花
纸质冷水花（学名：Pilea chartacea）为荨麻科冷水花属的植物。分布于越南以及中国大陆的广东等地，目前尚未由人工引种栽培。